# Puente de Svinesund
El puente de Svinesund (noruego: Svinesundsbrua, sueco: Svinesundsbron) es un puente en arco que cruza el fiordo de Idde en el estrecho de Svinesund y une Suecia y Noruega. Svinesund es un seno que separa el municipio sueco de Strömstad del noruego de Halden, por lo que es la frontera entre Noruega y Suecia en esta región. El puente es el paso fronterizo más occidental (y uno de los más meridionales) entre los dos países, y por él pasa la ruta europea E6, que es una de las principales vías de tráfico de la zona, ya que conecta Oslo y el resto de Noruega con Gotemburgo, Malmö, Copenhague y el resto de Europa.

## Descripción del puente

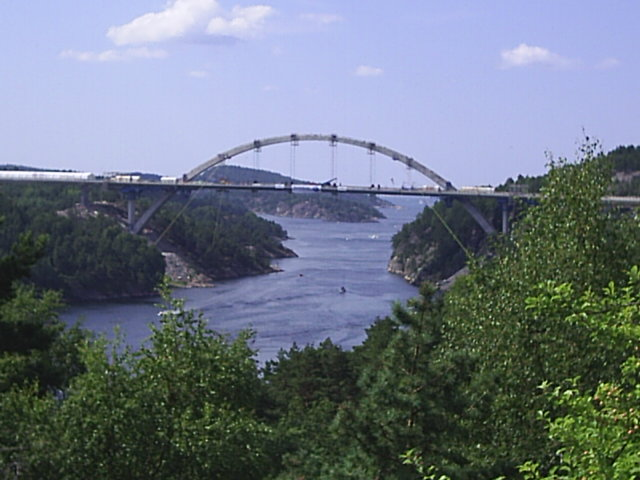
Nuevo puente en construcción en agosto de 2004, desde el lado noruego

El nuevo puente de Svinesund es un puente de carretera que cruza el Iddefjord en Svinesund. El coste de construcción del puente fue de 500 millones de coronas noruegas, mientras que el coste total del proyecto, incluidas las obras de aproximación, las aduanas (se trata de una frontera de la UE) y las estaciones de peaje, así como los nuevos enlaces para la E6 (con el antiguo puente y la antigua E6 convertidos en rutas locales) fue de 1.400 millones de coronas suecas. El proyecto fue una empresa conjunta de las autoridades viales suecas y noruegas, y todos los costes se financiaron con los peajes (algunos escritos los denominan "impuesto de circulación") recaudados. Los dos puentes tienen peaje en ambas direcciones. La estación de peaje dejó de funcionar el 15 de marzo de 2021.
La longitud total del puente es de 704 metros y consiste en una subestructura de hormigón armado ordinario junto con una superestructura de vigas cajón de acero. La luz principal del puente entre los estribos es de aproximadamente 247 metros y consiste en un único arco de hormigón armado ordinario que soporta dos tableros de acero de vigas cajón, uno a cada lado del arco. El nivel de la parte superior del arco y del tablero del puente es de +91,7 metros y +61 metros, respectivamente. En la parte del puente en la que el arco se eleva por encima del nivel del tablero, los dos tableros están unidos por vigas transversales colocadas a 25,5 metros de distancia. Las vigas transversales se apoyan a su vez en péndolas en el arco de hormigón.

## Notas de la construcción

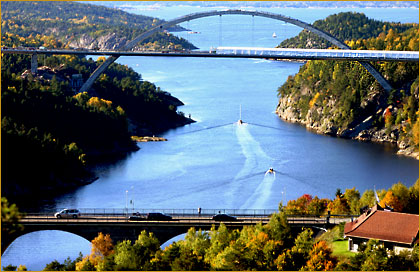
Puente de Svinesund y Puente Viejo de Svinesund

## Puente viejo de Svinesund

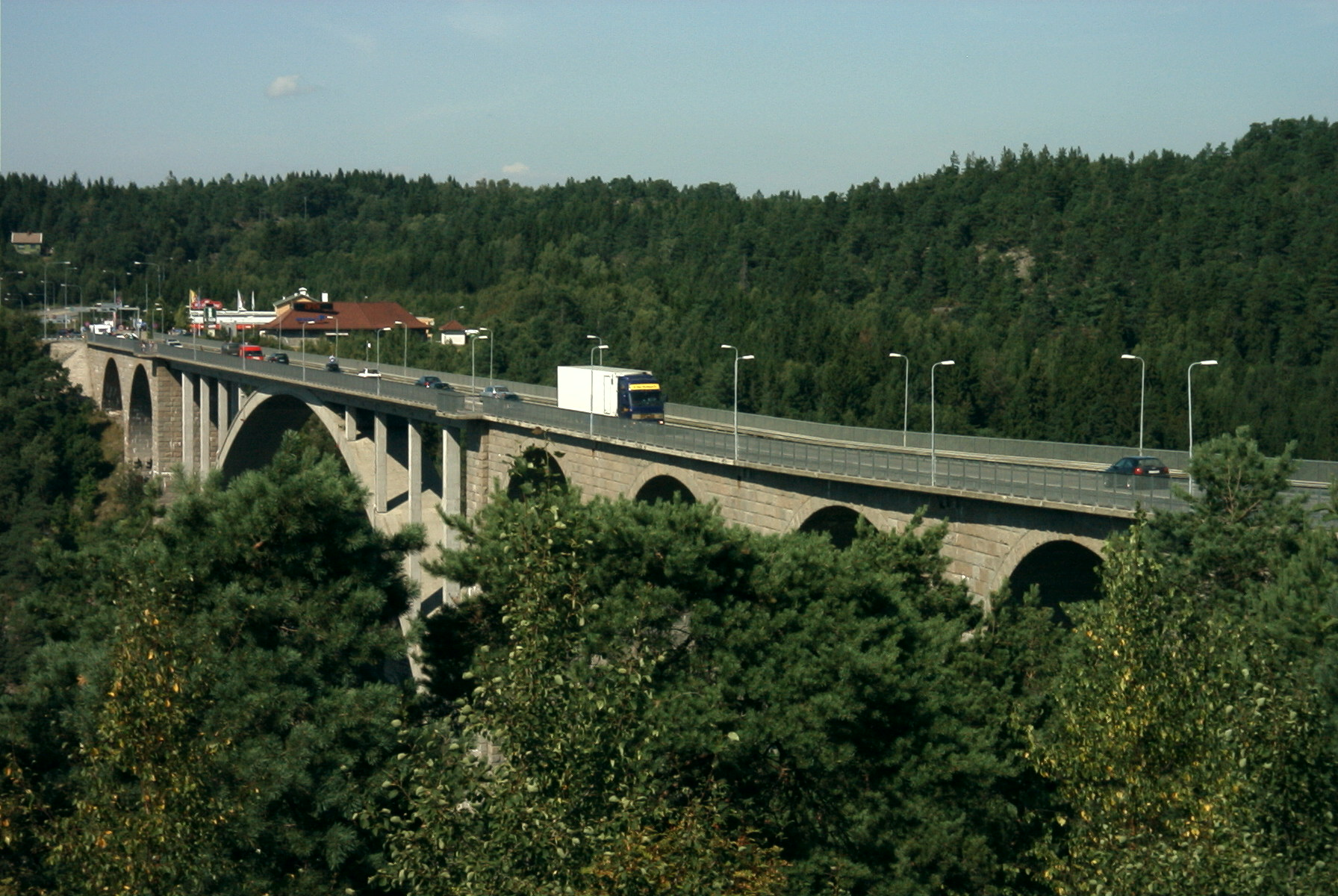
Puente viejo de Svinesund en agosto de 2003 antes de la apertura del nuevo puente, cuando los camiones todavía lo usaban.